# Presidente Castelo Branco (Santa Catarina)
Presidente Castelo Branco è un comune del Brasile nello Stato di Santa Catarina, parte della mesoregione dell'Oeste Catarinense e della microregione di Concórdia.